# Poremećaji seksualnog razvoja
Poremećaji seksualnog razvoja (akronim DSD od eng. Disorders of sex development), ranije nazvani interseksualna stanja, javljaju se kod novorođenčadi s dvosmislenim ili abnormalnim genitalijama i mogu imati neodređeni fenotipski pol. Sposobnost dijagnostikovanja ovih stanja, danas je ubrzano napredovala, tako da se u većini slučajeva klinički, odmah može postaviti tačna dijagnoza i dati savet roditeljima o terapijskim opcijama za lečenje njihovog deteta. Međutim, paradigma ranog raspoređivanja polova je dovedena u pitanje rezultatima kliničkih i osnovnih naučnih istraživanja, koji pokazuju da razvoj rodnog identiteta verovatno počinje u materici i ne mora biti isti kao i hromozomski ili fenotipski pol.
Dok je hirurška rekonstrukcija genitalija široko primijenjivana kod novorođenčadi sa DSD u prošlosti, rastuće razumijevanje psiholoških i socijalnih implikacija rodnog identiteta izmenilo je paradigmu o neophodnosti rane rekonstrukcije u nekim slučajevima. Tehnika hirurške korekcije i vreme operacije moraju biti individualizovani u skladu sa medicinskim stanjima, iskustvom hirurga i složenošću svakog slučaja. Danas je kod DSD prisutan opšti trend ka ranoj rekonstrukciji s kasnijim ranim i dugoročnim praćenjem pacijenta, radieventualne dopune terapije.

## Opšte informacije
Rođenje nove bebe jedno je od najdramatičnijih događaja u porodici, a prvo pitanje roditelja je obično „da li je to dečak ili devojčica?"  Novorođenče sa dvosmislenim spoljnim genitalijama često je iznenađenje ne samo za roditelje već i za lekare, pa se ponekad opisuje kao endokrina vanredna situacija — koja predstavlja problem za njeno shvatanje i rešavanje. 
Nomenklatura poput interseksualac, hermafrodit i pseudohermafrodita, je zastarela i zbunjujuća, a mnogi urolozi su zabrinuti da bi se ti zbunjujući pojmovi mogli smatrati pogrdnim od strane nekih pogođenih porodica. Kao odgovor na zabrinutost vezanu za zastarele i kontroverzne pojmove, konsenzusom u Čikagu održanom 2005. godine preporučena je nova terminologija zasnovana na glavnom pojmu poremećaj diferencijacije pola (DSD). 
Termin DSD ima sveobuhvatnu definiciju jer uključuje svaki problem koji je zabežen pri rođenju u kojem su genitalije atipične u odnosu na hromozome ili gonade. Kariotip se koristi kao prefiks koji definiše klasifikaciju DSD-a, iako su DSD-ovi su retki i složeni. 
Optimalno tretiranj pacijentima sa DSD mora biti individualno i multidisciplinarno, uzimajući u obzir sve aspekte, uključujući psihološku brigu i potpuno otkrivanje alternativa koje se odnose na tip operacije i vreme intervencije. 
Iako su potrebne dodatne studije da bi se potvrdile smernice i preporuke koje odgovaraju pojedinim pacijentima sa DSD-om, uvek treba pokušati da se obezbedi uravnotežena perspektiva za novu taksonomiju, kliničku procenu i medicinsko, hirurško i psihološko lečenje DSD-om.
Iako neki istraživači navode da je 60% pogođene dece sa DSD-om dijagnosticirano prenatalno, mnogi roditelji se ipak suočavaju sa frustrirajućom situacijom po rođenju deteta. U tom smislu, savetuje se zdravstvenim radnicima da se aktivnije uključe u brigu o detetu sa DSD-om, i naglasei porodicama da dete sa DSD-om ima potencijal da postane dobro prilagođeni, funkcionalan član društva.

## Klasifikacija
Godinu dana kasnije, nakon asatanka u Čikagu, Pedijatrijsko endokrino društvo Lawson Wilkins (LWPES) i Evropsko društvo za pedijatrijsku endokrinologiju (ESPE) 2006. godine objavilo je dopunu predloga ranije korištene nomenklature i definicija poremećaja u kojima je razvoj hromozomskog, gonadalnog ili fenotipskog pola atipičan. Razlozi koji stoje iza ovih predloga bili su promena nomenklature kako bi zadržao napredak u razumevanju patofiziologije ovih poremećaja, zbog potrebe i zabrinutosti pacijenata pogođenih njima.
Prethodna terminologija i revidirana LWPES-ESPE nomenklatura su uporedno prikazani u tabeli ispod. Terminologija LWPES-ESPE uglavnom odražava hromosomski pol ili gonadno tkivo povezano sa poremećajem.
Prethodna terminologija i revidirana nomenklatura poremećaja seksualnog razvoja
| Prethodno                     | Revidirano                         |
| ----------------------------- | ---------------------------------- |
| Žene i pseudohermafroditi     | 46, XX DSD                         |
| Мuškarci i pseudohermafroditi | 46, XY DSD                         |
| Pravi hermafrodit             | Ovotestikularni DSD                |
| XX muškarac                   | 46, XX testikularni DSD            |
| XY preokret pola              | 46, XY potpuna gonadalna disgeneza |

Kao primeri, klasifikacije DSD polnog hromozoma navodi se:
- 45, X ( Turner sindrom i varijante)
- 47, XXY ( Klinefelterov sindrom i varijante)
- 45, X / 46, XY (mješovita gonadna disgeneza, ovotestikularni DSD)
- 46, XX / 46, XY (himerni, ovotesticularni DSD)

Klasifikacije 46, XY DSD uključuju sledeće:
- Poremećaji razvoja testisa (potpuna i djelomična gonadalna disgeneza)
- Poremećaji sinteze androgena (potpuna i djelomična neosjetljivost na androgene , poremećaji antimüllerian hormona [AMH] / receptora, defekta androgenske biosinteze)
- Ostalo (teška hipospadija , kloakalna ekstrofija )

Klasifikacije 46, XX DSD obuhvataju sledeće:
- Poremećaji razvoja jajnika (ovotesticularni DSD, testisularni DSD, gonadna disgeneza)
- Višak androgena — fetalni (npr. kongenitalna adrenalna hiperplazija (CAH)], fetoplacentni, majčinski)
- Ostalo (vaginalna atrezija, kloakalna ekstrofija)

## Dijagnoza
Dijagnoza započinje uzimanjem istorije bolesti, a nastavlja se opštim fizičkim pregledom sa posebnim osvrtom na genitalnu anatomiju. Svaku abnormalnu viriliziranu ili kušingoidnu pojavu majke treba proveriti. Važno je pregledati prepone i skrotalne ili labijalne nabore kako bi se utvrdilo prisustvo palpabilnih gonada.
Palpabilna gonada je jako sugestivna za testis ili retko ovotestis, jer jajnici i gonade se ne spuštaju. Nenormalna veličina falusa treba da bude zabeležena merenjem dužine.
Kroz rektalni pregled možemo potvrditi prisustvo materice i grlića materice. Fizički pregled treba obaviti u toploj prostoriji, a pacijenta treba staviti ležeći položaj, položaj žabljih nogu. Važno je pri pregledu utvrditi veličinu, lokaciju i teksturu obe gonade, ako je opipljiva.
Zaostao (nespušten) testis može biti lociran u ingvinalkanalnoj, površinskoj inguinalnoj vrećici, u gornjem skrotumu, ili retko u femoralnim, perinealnim ili kontralateralnim skrotalnim regijama.
Sve preglede treba obaviti u prisustvu roditelja, koji treba da budu informisani tačno šta će se uraditi i zašto. Medicinska fotografija zahteva osjetljivost i pristanak.. Za diferencijalnu dijagnozu i u svrhu liječenja, prisutnost jedne ili dve gonade je važan nalaz.

## Difеrencijalna dijagnoza
| Diferencijalno dijagnostički treba imati u vidu sledeća stanja i bolesti: - Nedostatak dehidrogenaze 3-beta-hidroksisteroida - Nedostatak 5-alfa reduktaze - Sindrom neosetljivosti na androgen - Kongenitalna hiperplazija nadbubrežne žlijezde - Denys-Drash sindrom - Rodni identitet - Genitalne anomalije - Gonadoblastom | - Hipogonadizam - Hipospadija - Poremećaji menstruacije kod adolescentkinja - Mikrofalus - Dečja hidrokela i operacija kila - Dečji hipopituitarizam - Prerani pubertet. |

## Terapija

### Hururško lečenje
Hirurška intervencija može osloboditi roditelje strese i poboljšati povezanost između deteta s DSD i porodice. Cilj hirurškog lečenja je da:
- dvosmislene spoljašnje genitalije uskladi sa određenim polom,
- spreči opstrukcije mokraće ili infekcije,
- očuva seksualnu sposobnost i reproduktivnog potencijala, maksimiziranjem anatomije za poboljšanje seksualne funkcije,[16]

Hirurške korekcije obično se odnose na gonade i spoljašnje genitalije, a često i na prisustvo urogenitalnog sinusa. Nema dokaza da je potrebno profilaktičko uklanjanje asimptomatskih neusklađenih struktura.
Generalno, preporučuje se da odluku o genitalnoj hirurgiji donesu roditelji i, kada je to moguće, pacijent, uz savetovanje medicinskog tima. Važno je informisati roditelje da je funkcionalni ishod važniji od kozmetičkog ishoda.
Pacijentima i roditeljima ne treba davati nerealna očekivanja o sigurnoj i uspešnoj rekonstrukciji penisa.
Kada pristupiti hrirurškom lečenju?
Hirurški pristupi DSD-u su se nekada smatrali standardnim lečenjem, ali sada se mnogo više razmatra potreba za operacijom i njeno vreme.  Neke procedure su funkcionalno važne (npr za sprečavanje hematokolposa, ako postoji uriniranje ili visok rizik od tumora) , dok se druge, kao što je operacija smanjenja klitorisa, mogu smatrati kozmetičkim. Neki ljudi veruju da rana operacija može biti korisna jer se tkiva lakše operišu i bolje zarastaju, dok drugi smatraju da operaciju treba odložiti do trenutka kada mlada osoba može biti deo procesa donošenja odluka i pristanka. jer psihološke implikacije ovih odluka mogu biti velike.
Neki roditelji doživljavaju veliki stres zbog izgleda genitalija svog deteta i zato rano izvođenje operacije za normalizaciju izgleda genitalija može da učini da se neki roditelji osećaju prijatnije, međutim dete kasnije može zažaliti zbog ovih odluka, posebno ako ima smanjen osećaj ili dalje potrebne za operacijom. S druge strane, vaspitanje deteta sa vrlo atipičnim genitalijama štiti prava deteta na telesni integritet, ali mu je potrebno snažno pozitivno roditeljstvo i podrška, a još nije poznato koliko se mladi ljudi snalaze u ovim situacijama dok odrastaju.

### Terapija steroidima
Hipogonadizam je čest kod pacijenata sa disgenetskim gonadama, defektima u biosintezi polnog steroida i otpornosti na androgene. Hormonsko-zamenska terapija je često potrebna za:
- indukciju i održavanje puberteta,
- indukciju sekundarnih spolnih karakteristika i pubertetskog rasta,
- optimiziranje akumulacije minerala kostiju,
- psihosocijalno sazrijevanje kod pacijenata sa DSD.[18]

Dečaci
Dečaci sa hipogonadizmom zahtevaju lečenje intramuskularnim injekcijama — testosteron cipionatom ili etanatom za pubertalnu indukciju. Na raspolaganju su i drugi preparati testosterona kao što su gelovi i flasteri.
Devojčice
Kod devojčica sa hipogonadizmom, potrebna je dopuna estrogena da izazove sekundarne seksualne promene i menstruacije. Estrogen se može davati oralno, injekcijom, ili pakom. Progeston se obično dodaje nakon što se razvije probojno krvarenje ili unutar 1 do 2 godine kontinuiranog davanja estrogena.

### Psihosocijalna podrška
Psihosocijalna podrška bi trebala biti sastavni deo terapije kako bi se promovisala pozitivna adaptacija. Porodice i pojedinci zahtevaju stalno savetovanje od strane iskusnog osoblja koje bi se bavile:
- identifikovanjem loše prilagodljive strategije suočavanja,
- izazovima kao što su rodna disforija i seksualne disfunkcije i kako se one javljuju, i
- omogućavanjem razmene informacija koje odgovaraju uzrastu pogođenog deteta.

Drugi važni resursi uključuju pristup povjerljivim grupama za seksualno savjetovanje i podršku. Redovno praćenje seksualnog, psihološkog stanja, od djetinjstva do odraslog doba.

## Literatura
- A., Lee P. Houk C. P., Ahmed S. F., Hughes I. A.; Houk; Ahmed; Hughes (2006). „Consensus statement on management of intersex disorders”. Pediatrics. 118 (2): e488—500. PMC 2082839 . PMID 16882788. doi:10.1542/peds.2006-0738.

- Lee, Peter A.; Nordenström, Anna; Houk, Christopher P.; Ahmed, S. Faisal; Auchus, Richard; Baratz, Arlene; Baratz Dalke, Katharine; Liao, Lih-Mei; Lin-Su, Karen; Looijenga, Leendert H.J.; Mazur, Tom; Meyer-Bahlburg, Heino F.L.; Mouriquand, Pierre; Quigley, Charmian A.; Sandberg, David E.; Vilain, Eric; Witchel, Selma; and the Global DSD Update Consortium (28. 1. 2016). „Global Disorders of Sex Development Update since 2006: Perceptions, Approach and Care”. Hormone Research in Paediatrics. 85 (3): 158—180. ISSN 1663-2818. PMID 26820577. S2CID 29118431. doi:10.1159/000442975.

## Spoljašnje veze
- Disorders of Sex Development Research Website provides information regarding the causes, frequency and implications of DSD, in plain language, from a genetics and biology research perspective. It also includes detailed scientific and medical information for clinicians and scientists who work with children, adolescents and adults affected by DSD or intersex, or analyse the genetic causes.
- Accord Alliance Promoting comprehensive and integrated approaches to care that enhance the health and well-being of people and families affected by DSD by fostering collaboration among all stakeholders.
- YourChild. „Disorders of Sex Development (DSD) Resources”. Архивирано из оригинала 04. 01. 2019. г. Приступљено 18. 01. 2019. University of Michigan Health System.
- „Sex Development: An Overview”. Архивирано из оригинала 04. 07. 2010. г. Animation of prenatal genital development from The Hospital for Sick Children, Toronto.
- Handbook for Parents Consortium on the Management of Disorders of Sex Development.
- Clinical Guidelines for the Management of Disorders of Sex Development in Childhood Consortium on the Management of Disorders of Sex Development.

|  | Molimo Vas, obratite pažnju na važno upozorenje u vezi sa temama iz oblasti medicine (zdravlja). |